# Laufach

Gemeindegebiet mit Gemeindeteilen von Laufach

Laufach ist eine Gemeinde im unterfränkischen Landkreis Aschaffenburg.

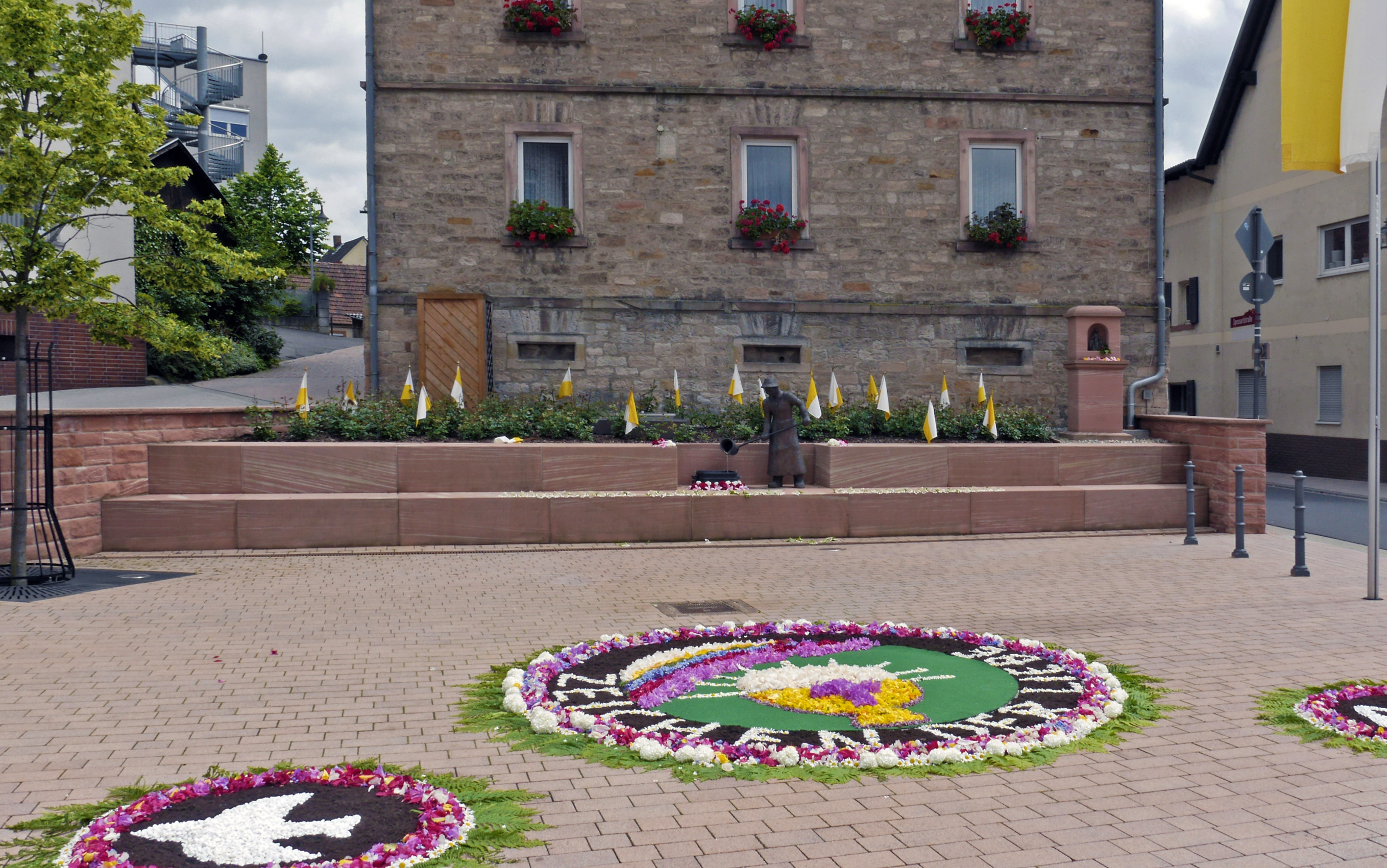
Der Lindenplatz in Laufach

## Geografie

### Geografische Lage
Die Gemeinde befindet sich im Nordwesten Bayerns und östlich von Aschaffenburg, sie liegt im Vorspessart, der hinter Hain/Spessart in den Hochspessart übergeht. Der topographisch höchste Punkt der Gemeinde ist der Gipfel des Lindenberges nördlich von Hain mit 402 m ü. NHN (Lage), Der niedrigste liegt an der Laufach östlich von Weiberhof auf 153 m ü. NHN (Lage).

### Gemeindegliederung
Laufach hat drei Gemeindeteile (in Klammern sind der Siedlungstyp und die Einwohnerzahl angegeben):
- Frohnhofen (Kirchdorf, 902)
- Hain im Spessart (Kirchdorf, 1047)
- Laufach (Pfarrdorf, 3248)

Es gibt die Gemarkungen Laufach, Hain im Spessart und Forst Hain im Spessart.

### Nachbargemeinden
| Gemeinde Sailauf |                                             | Sailaufer Forst (Gemeindefreies Gebiet)        |
|                  | Kompassrose, die auf Nachbargemeinden zeigt | Forst Hain im Spessart (Gemeindefreies Gebiet) |
|                  | Gemeinde Bessenbach                         |                                                |

## Name

### Namensherkunft
Seinen Namen erhielt Laufach von dem Fluss Laufach, an dem es liegt. Im Volksmund wird der Ort Laafisch ['la:fɪʃ] genannt.

### Frühere Schreibweisen
Frühere Schreibweisen des Ortes aus diversen historischen Karten und Urkunden:
| - 1181 Loufaho - 1182 Laufache - 1184 Laufahe - 1189 Loupha - 1191 Loifahe - 1248 Louphahe - 1250 Loufa | - 1253 Loufahe - 1288 Laufahe - 1312 Laufa - 1370 Lauffa - 1380 Lauffach - 1654 Laufach |

## Geschichte

### Bis zum 19. Jahrhundert
Laufach, das ursprünglich Loufaho hieß, wurde erstmals 1084 in einem Nekrolog des Stiftes St. Peter und Alexander, Aschaffenburg, genannt. Die Besiedlung des Laufachtals geschah unter dem Schutz der Grafen von Rieneck, die schon die Vogtei des Erzstiftes Mainz und des Kollegialstifts Aschaffenburg besaßen. Auf dem rieneckschen Freigericht 1380 – wo ausdrücklich Schöffen aus Laufach erwähnt wurden – erschienen Siedler als freie Leute.
Mitte des 14. Jahrhunderts wurden durch besondere Vergünstigungen Glasmacher im Hochspessart eingesetzt. Da sie von Martini bis Ostern den Wald verlassen mussten, fanden sie Winterquartiere in Hain und Laufach. Viele dieser Arbeiter wurden dort sesshaft. Schon im Jahre 1469 gab in der Nähe des Schlosses Weiber ein Bergwerk. In „Unserer lieber Frauen Teil“, vermutlich am Bissberg, wurde Kupfer gefördert.
1618, zum Beginn des Dreißigjährigen Krieges, war Laufach ein Dorf mit 76 „Unterthanen“ (Haushalten) und insgesamt 380 Einwohnern. 1651 meldet eine Güterbeschreibung 12 Männer und 33 Herdstätten (Häuser). Gefördert vom Kurfürstentum Mainz wurden im entvölkerten Spessart fremde Soldaten, Handwerker und Bauern angesiedelt. Die alte Familien waren weitgehend ausgestorben, neue Familien wurden aktenkundig. 1668 hatte Laufach 72 Haushalte und 105 Einwohner. In der Folgezeit wurde vor allem am Bischling Eisenerz abgebaut und in Laufach verhüttet.
Mitte des 18. Jahrhunderts entstand im Bereich des heutigen Sportplatzes ein Eisenhammer.
Am Ende des Alten Reiches gehörte Laufach zur Amtskellerei Rothenbuch und Kaltenberg und zur Amtsvogtei Rothenbuch im Vicedomamt Aschaffenburg des Kurfürstentums Mainz. 1797 war Jakob Elbert Landzöller zu Laufach.

### 19. Jahrhundert
Ab dem Jahr 1803 gehörte Laufach zum Fürstentum Aschaffenburg. Ab 1810 gehörte es zur Districtsmairie Rothenbuch im Departement Aschaffenburg des Großherzogtums Frankfurt. 1812 zählte Laufach mit dem Gmeiner’schen Eisen-, Schmelz- und Hammerwerk, mit Frohnhofen, der Seehütte und den Höfen Bischling und Wendelstein bereits 222 Feuerstellen und 1130 Seelen (Einwohner). Maire war Georg Adam Sauer. Seine Adjuncte hießen Michael Fleckenstein und Jacob Bopp. Schullehrer in Laufach war damals Christoph Köhler und in Frohnhofen Adam Stenger.
1814 kam Laufach zu Bayern und lag dort auf dem Gebiet des Landgerichts Rothenbuch.
Um das Jahr 1837 wurden in der Gmeiner´schen Eisenfabrik mit ihren Werken in Laufach sowie am Aschaffsteg (Markt Hösbach) und in den Weiberhöfen (Gemeinde Sailauf) in einem Hochofen und einem Cupolofen jährlich ca. 6000–8000 Tonnen Eisenerz verhüttet, daraus wöchentlich 10 Tonnen Gusswaren und in drei Hammerwerken jährlich ca. 230 bis 250 Tonnen Stab- und Zaineisen hergestellt. Hierfür reichten die dafür im Spessart zur Verfügung gestandenen ca. 20.000 Kubikmeter Buchen- und Eichenholz, bzw. die Holzkohle daraus nicht aus und so musste bereits damals rheinische Steinkohle zugesetzt werden. Einschließlich der Bergleute und Köhler beschäftigte der Betrieb zu dieser Zeit etwa 100 Arbeiter.
Die industrielle Entwicklung wurde vor allem durch der Bau der Eisenbahn und der Bahnstation Laufach in den Jahren 1850 bis 1854 gefördert. Aus den unterschiedlichen Eisenwerken wurde ein gemeinsamer Betrieb, in dem die Erzverhüttung und Metallverarbeitung bis zum fertigen Produkt stattfand.
Am 1. Juli 1862 wurde aus den Landgerichten Rothenbuch und Aschaffenburg das Bezirksamt Aschaffenburg gebildet, auf dessen Verwaltungsgebiet Laufach lag.
1866 fanden hier, kurz nach Ausbruch des Deutschen Kriegs, die Gefechte bei Frohnhofen zwischen Preußen und Truppen des Deutschen Bunds statt.
1869 gab es, vermutlich im unteren Liebesgrund, die 1856 gegründete chemische Fabrik Laufach, die 1865 bis 1872 dem Apotheker und Fabrikanten Adolf Federhaff gehört hatte und in der ca. 60 Arbeiter jährlich aus ca. 12.500 Kubikmeter Buchenholz und 100 Tonnen Bleiglätte (Blei(II)-oxid) unter anderem Holzessig, Teer, Teeröl und jeweils ca. 150 Tonnen Bleizucker (Blei(II)-acetat) und essigsaures Natron (Natriumacetat, NaOAc) hergestellt haben.
1876 wurde das Eisenerz mit der Bahn aus Staffelstein bezogen.

### 20. und 21. Jahrhundert
1939 wurde wie überall im Deutschen Reich die Bezeichnung Landkreis eingeführt. Laufach war nun eine der 33 Gemeinden im Altkreis Aschaffenburg. Dieser schloss sich am 1. Juli 1972 mit dem Landkreis Alzenau in Unterfranken zum neuen Landkreis Aschaffenburg zusammen.
Aus Handwerksbetrieben haben sich leistungsfähige Betriebe entwickelt. Um die Gewerbe- und Industrieansiedlung weiter zu fördern, wurde das Gewerbegebiet Laufach-Ost erschlossen, das sich auf einer 8 Hektar großen Fläche zwischen Laufach und Hain erstreckt. Ein weiteres Gewerbegebiet zwischen Laufach und Frohnhofen auf einer Fläche von 4 Hektar wurde im Jahre 2001 erschlossen.
Vor allem nach dem Zweiten Weltkrieg entstanden außerhalb des Ortskerns neue Wohngebiete. Auch die Ortsteile Frohnhofen und Hain entwickelten sich dabei mehr und mehr zu Wohnsiedlungen. 1984 feierte die Gemeinde Laufach mit den Ortsvereinen in mehreren Veranstaltungen eine Woche lang ihr 900-jähriges Bestehen.

### Eingemeindungen
Am 1. Mai 1978 wurde die Gemeinde Hain im Spessart eingegliedert.

### Einwohnerentwicklung
Gebiet der ehemaligen Gemeinde Laufach
| Jahr | Einwohner | Bemerkung                             |
| ---- | --------- | ------------------------------------- |
| 1618 | 0380      | 76 Unterthanen = Männer oder Familien |
| 1668 | 0105      | 72 Haushalte                          |
| 1812 | 1130      | 222 Feuerstellen                      |
| 1814 | 1451      | 161 Haushalte in 115 Wohnhäusern      |
| 1950 | 2552      |                                       |
| 1961 | 2787      |                                       |
| 1970 | 3170      |                                       |
| 1978 | 3682      | davon 687 aus Frohnhofen              |

Gebiet der heutigen Gemeinde Laufach
| Jahr | Einwohner (Laufach) | Einwohner (Hain) |
| ---- | ------------------- | ---------------- |
| 1961 | 3530                | 743              |
| 1970 | 3953                | 774              |
| 1978 | 4545                | 863              |
| 1991 | 4964                |                  |
| 1995 | 5147                |                  |
| 2001 | 5267                |                  |
| 2005 | 5271                |                  |
| 2010 | 5262                |                  |
| 2015 | 5297                |                  |

Im Zeitraum 1988 bis 2018 stieg die Einwohnerzahl von 4762 auf 5152 um 390 Einwohner bzw. um 8,2 %. 2003 hatte die Gemeinde 5324 Einwohner.
Quelle: BayLfStat

## Religionen
Im Ortskern befinden sich eine katholische und eine evangelische Kirche. Seit 4. März 2012 ist Andreas Reuther Pfarrer der katholischen Pfarreiengemeinschaft Laufachtal, seine Vorgänger waren ab 2007 Pfarrer Hans Thurn, davor Egon Hölzel. Evangelischer Pastor ist Christoph Schürmann.
Bis 1184 mussten die Bewohner des Laufachtals den Gottesdienst in der Muttergottespfarrei Aschaffenburg, von 1184 bis um 1250 in Bessenbach und 1250 bis 1810 in Sailauf besuchen. Am 28. November 1810 wurde Laufach zusammen mit Hain zu einer Doppelpfarrei erhoben. 1812 wurde ein größeres Gotteshaus erbaut, das bis 1962 den Kirchberg krönte. 1964 wurde am gleichen Platz ein neuer Kirchbau dem hl. Thomas Morus geweiht. Dieser Kirchenbau ist jedoch im Laufe der Zeit, auch aufgrund seiner Betonbauweise, baufällig geworden und bedarf einer Generalsanierung, die im Laufe der Jahre bis 2015 realisiert wird.
Die evangelische Petruskirche feierte 2005 ihren 100. Geburtstag.

## Politik
- CSU: 8
- SPD: 7
- FW: 5

### Gemeinderat
Der Gemeinderat der Gemeinde Laufach besteht aus 20 Ratsmitgliedern. Das ist die festgelegte Anzahl für eine Gemeinde mit einer Einwohnerzahl zwischen 5001 und 10.000. Der Gemeinderat wird für jeweils sechs Jahre gewählt. Stimmberechtigt im Rat der Gemeinde ist außerdem der Erste Bürgermeister. Bei der Kommunalwahl vom 15. März 2020 haben von den 3998 stimmberechtigten Einwohnern in der Gemeinde Laufach 2544 von ihrem Wahlrecht Gebrauch gemacht, womit die Wahlbeteiligung bei 63,63 % lag.

### Bürgermeister
Erster Bürgermeister der Gemeinde Laufach ist seit 1. Mai 2014 Friedrich Fleckenstein (parteilos). Bei der Kommunalwahl vom 15. März 2020 wurde er mit 91,49 % der Stimmen wiedergewählt. Vorgänger war Valentin Weber (Freie Wähler).

### Wappen
| Wappen von | Blasonierung: „In Rot schräg gekreuzt ein silberner Hammer und ein silberner Schlägel, darüber drei aus einem Stiel wachsende goldene Eichenblätter.“ |
| Wappen von | Wappenbegründung: Die im oberen Wappenteil gezeigten Eichenblätter weisen auf die geografische Lage Laufachs im eichenreichen Spessart hin. Hammer und Schlägel im unteren Wappenteil sind Symbole für ein einstiges Eisenwerk und den in Laufach betriebenen Erzbergbau. Das Wappen wurde am 19. September 1969 verliehen. |

Die ehemals eigenständige Gemeinde Hain im Spessart, welche heute zu Laufach gehört, hat ein eigenes Wappen, das bei nicht-offiziellen Anlässen Verwendung findet.

### Gemeindepartnerschaften
- Frankreich: Als erste Gemeinde des Landkreises Aschaffenburg knüpfte 1971 die kleine Spessartgemeinde Hain eine Freund- und Partnerschaft mit Sainte Eulalie in Frankreich.

## Kultur und Sehenswürdigkeiten
In der katholischen Pfarrkirche St. Thomas Morus befindet sich eine bedeutende Pietà aus Lindenholz aus der Zeit um 1520. Sie ist ein Werk aus dem Umkreis oder eine Werkstattarbeit des Tilman Riemenschneider. Die Kirche selbst wurde 1963–1964 nach einem Entwurf von Gustav Heinzmann errichtet. Dabei wurde unter anderem die Kreuzigungsgruppe von 1947 bis 1950 von Fried Heuler aus dem Vorgängerbau übernommen.

## Wirtschaft und Infrastruktur

### Verkehr
Im Straßenverkehr zu erreichen ist Laufach über die Bundesstraße 26, die die Gemeinde durchquert.
Der Bahnhof Laufach liegt an der Main-Spessart-Bahn, er ist der westliche Ausgangspunkt der Spessartrampe. Im Bahnhof wurden Lokomotiven bis zur Umstellung auf die weniger steile Neubaustrecke 2017 zum Nachschieben von schweren Güterzügen vorgehalten. Er wurde bis dahin meist stündlich von Regionalbahnen der Linie Aschaffenburg–Heigenbrücken bedient, seitdem dient er vorrangig als Endstation der Regionalbahn Rüsselsheim–Laufach.
Laufach wird auch von der Linie 44 der VAB angefahren.

### Öffentliche Einrichtungen
- Südlich der Kirche, am Laufachbach, steht das 1956 erbaute und 2002 renovierte Rathaus, daneben das Laufacher Feuerwehrhaus, das seit 1980 bezogen ist.
- Die Feuerwehrhäuser in Frohnhofen und Hain wurden 1992 und 1995 unter Beteiligung der Feuerwehren renoviert.

Die drei ehemals eigenständigen Freiwillige Feuerwehren in den Ortsteilen haben sich im Rahmen einer Neuorganisation zum 1. Juli 2004 unter dem neuen Namen Feuerwehr Gemeinde Laufach, zusammengeschlossen. Im Juli 2016 wurde das Laufacher Feuerwehrhaus abgerissen, ab Oktober soll an gleicher Stelle ein Neubau entstehen, der im Frühjahr 2018 fertiggestellt sein soll. Rathaus und Feuerwehrhaus sollen dann verbunden sein.
- 1994 wurde der neu gebaute Kindergarten Hain sowie der Bauhof im Gewerbegebiet Laufach-Ost seiner Bestimmung übergeben.
- 1999 wurde ein Jugendraum eingerichtet, mittlerweile ist es aber wieder geschlossen und wird anderweitig genutzt.
- 2000 wurde das Baugebiet „Frohnhofen-Ost“ als „Einheimischenmodell“ erschlossen. Hier wurden 43 Baugrundstücke kostengünstig den Laufacher Bauinteressenten zur Verfügung gestellt.
- 2014 wurde von der Jugendpflege ein Offener Jugendtreff in einem Raum unter der Kirche eingerichtet.
- 2021 wurde ein neues, modernes Jugendhaus gegenüber des Rathauses im neuen Haus Nebenan eröffnet. In dem Gebäude befindet sich auch ein Teil der Mittagsbetreuung.

### Bildung
- Eine Verbandsschule, welche die Grund- u. Hauptschule umfasst, dient der Jugend aus den drei Gemeindeteilen als Bildungsstätte.
- 1970 kam zu diesem Schulgebäude ein Hallenbad, das von den Schülern und Bürgern der Gemeinde genutzt werden kann. Mittlerweile wurde es renoviert, dabei erhielt das Becken verschiedene Extras.
- 1985 bekam Laufach eine Schulsporthalle, die zusammen mit der Außensportanlage außerhalb des Schulbetriebes auch von Vereinen genutzt werden kann.
- Nach Abriss der ältesten Turnhalle wurde zwischen Laufach und dem Gemeindeteil Frohnhofen eine weitere Turnhalle errichtet, die zusätzliche Sportarten ermöglicht (u. a. Kegeln, Badminton, …).

## Persönlichkeiten

### Söhne und Töchter der Gemeinde
- Friedrich Stein (* 1820 in Laufach; † 1905 in Schweinfurt), Rechtsanwalt und Historiker
- Oskar Franz (* 1913 in Frohnhofen/Laufach; † 1994 in Beverungen), Unternehmer, gründete OFRA. 1973 zum Ehrenbürger von Laufach ernannt, 1994 wurde die Oskar-Franz-Straße nach ihm benannt.[17]
- Winfried Kron (* 1941), Generalarzt der Bundeswehr
- Claus Heßler (* 1969 in Laufach), Schlagzeuger und Autor

### Weitere mit der Gemeinde verbundene Persönlichkeiten
- Liborius Gerstenberger (1864–1925), Geistlicher und Politiker, von 1892 bis 1903 Pfarrer in Laufach und Laufacher Ehrenbürger
- Robin Heußer (* 1998), Fußballspieler, stammt aus Laufach